# Oborniki Śląskie (gmina)

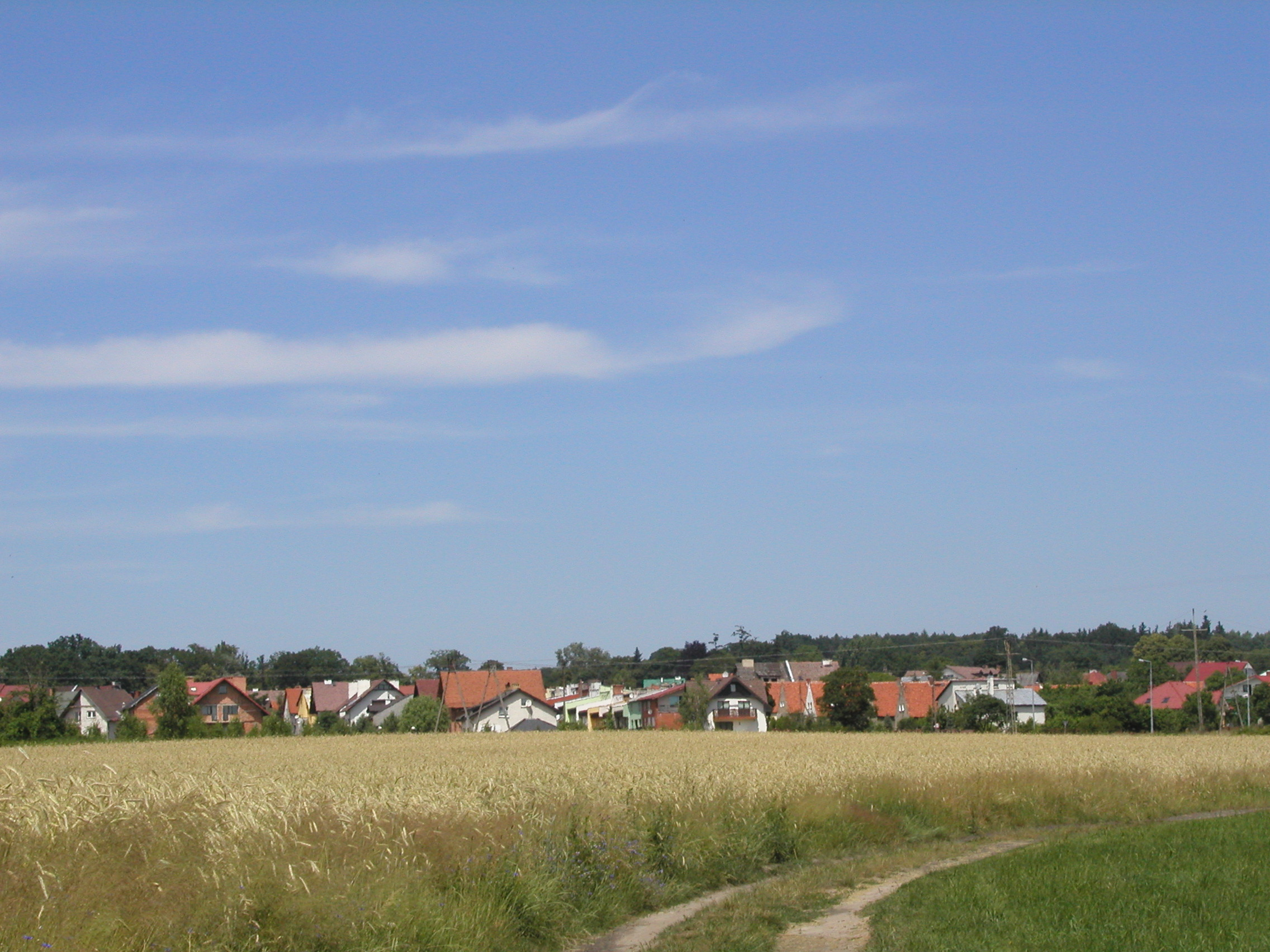
Widok Obornik od strony południowej

Oborniki Śląskie – gmina miejsko-wiejska w województwie dolnośląskim, w powiecie trzebnickim. W latach 1975–1998 gmina położona była w województwie wrocławskim.
Siedziba gminy to Oborniki Śląskie.
W 2013 na terenie gminy oddano do użytku wielofunkcyjne lądowisko Golędzinów. Według danych z 30 czerwca 2020 roku gminę zamieszkiwało 20 346 osób.

## Struktura powierzchni
Według danych z roku 2002 gmina Oborniki Śląskie ma obszar 153,75 km², w tym:
- użytki rolne: 55%
- użytki leśne: 35%

Gmina stanowi 14,99% powierzchni powiatu.

## Demografia

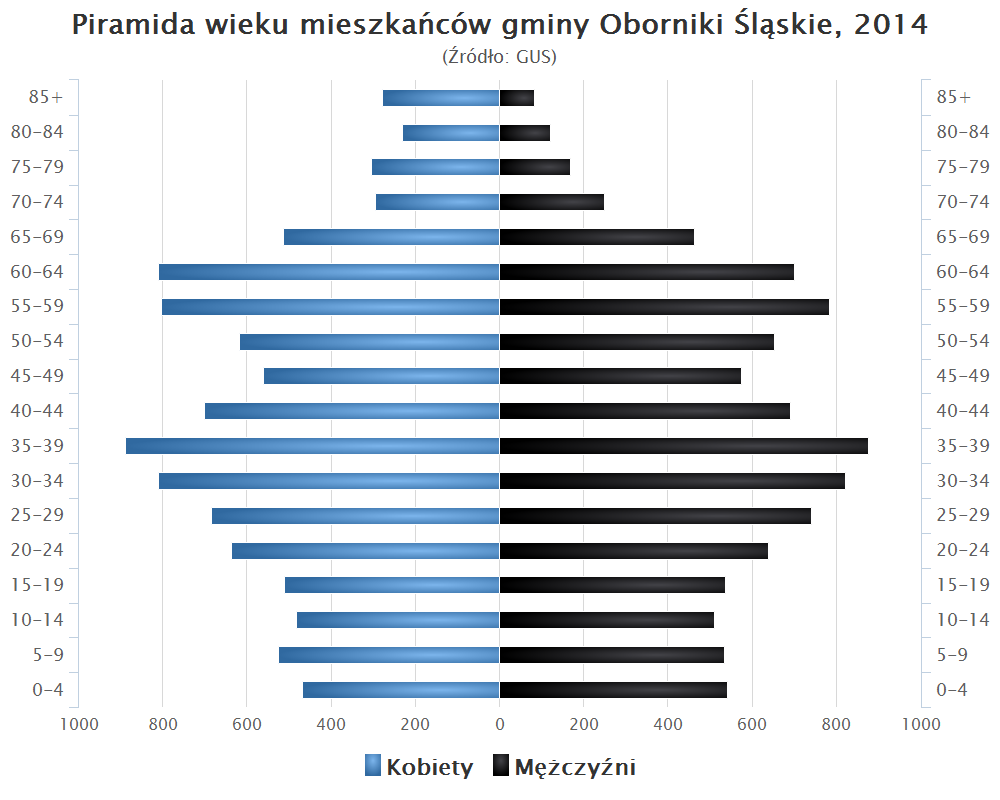
Piramida wieku mieszkańców gminy Oborniki Śląskie w 2014 roku

Dane z 31 grudnia 2009:
| Opis                              | Ogółem | Ogółem | Kobiety | Kobiety | Mężczyźni | Mężczyźni |
| --------------------------------- | ------ | ------ | ------- | ------- | --------- | --------- |
| jednostka                         | osób   | %      | osób    | %       | osób      | %         |
| populacja                         | 18 514 | 100    | 9462    | 51,1    | 9052      | 48,9      |
| gęstość zaludnienia (mieszk./km²) | 120,42 | 120,42 | 61,54   | 61,54   | 58,88     | 58,88     |

## Ochrona przyrody
Na obszarze gminy znajduje się częściowo rezerwat przyrody Jodłowice chroniący fragment lasu mieszanego z udziałem jodły występującej na północnej granicy swego zasięgu.

## Miejscowości znajdujące się na terenie gminy

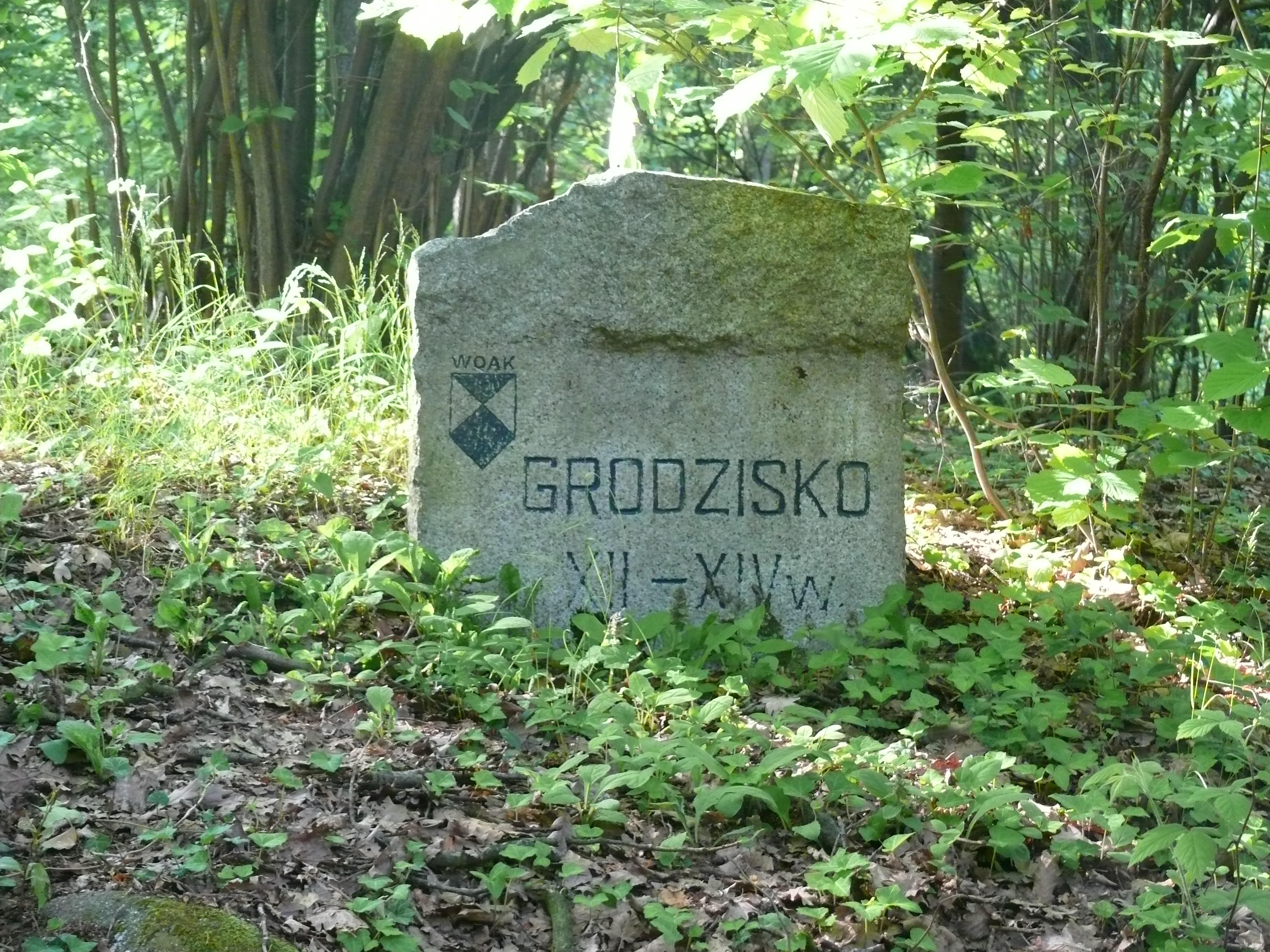
Grodzisko koło Bagna

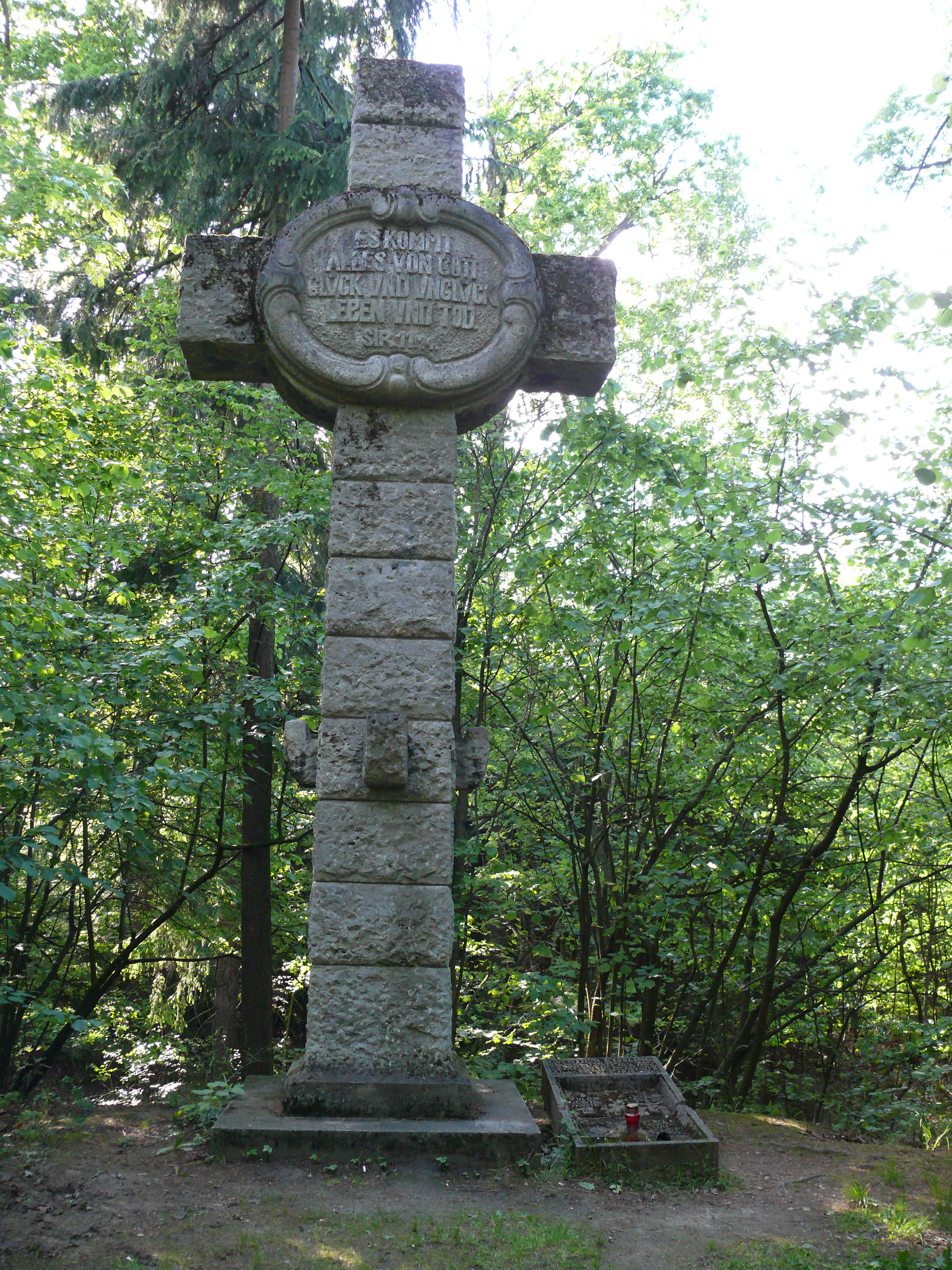
Krzyż upamiętniający śmierć syna Kisslinga – właściciela pałacu w Bagnie.

W skład gminy wchodzą miasto Oborniki Śląskie oraz wsie (sołectwa od 2019 roku):
1. Bagno
2. Borkowice
3. Ciecholowice (administracyjnie część miasta)
4. Golędzinów z Kierzem
5. Jary
6. Kotowice
7. Kowale
8. Kuraszków
9. Lubnów
10. Morzęcin Mały
11. Morzęcin Wielki
12. Niziny
13. Nowosielce
14. Osola
15. Osolin z Brzeznem Małym
16. Paniowice
17. Pęgów
18. Piekary
19. Przecławice
20. Raków
21. Rościsławice
22. Siemianice
23. Uraz
24. Wielka Lipa
25. Wilczyn
26. Zajączków

## Infrastruktura gminy

### Szkolnictwo w gminie
- Wyższe Seminarium Duchowne Salwatorianów w Bagnie
- Duszpasterstwo Akademickie "WAWRZYNY" w Morzęcinie Wielkim
- Powiatowy Zespół Szkół im. Wł. Reymonta w Obornikach Śląskich (Liceum Ogólnokształcące,Gimnazjum Dwujęzyczne, Technikum, Zasadnicza Szkoła Zawodowa)
- Zaoczne Liceum Ogólnokształcące w Obornikach Śląskich
- Zespół Ekonomiczno-Administracyjny Szkół
- Gimnazja:
  - Publiczne Gimnazjum w Pęgowie
- Szkoły podstawowe:
- S.P.nr 1 w Obornikach Śląskich
  - S.P. nr 2 w Obornikach Śląskich
  - S.P. nr 3 w Obornikach Śląskich
  - S.P. im. Jana Brzechwy w Osolinie
  - S.P. im. Unii Europejskiej w Urazie
  - S.P. im. Adama Mickiewicza w Pęgowie
- Przedszkola:
  - Przedszkole w Obornikach Śląskich
  - Przedszkole w Pęgowie
- Żłobek

### Parafie
- parafia Najświętszego Serca Pana Jezusa w Obornikach Śląskich
- parafia św. Judy Tadeusza i św. Antoniego Padewskiego w Obornikach Śląskich
- parafia św. Mikołaja w Pęgowie
- parafia Podwyższenia Krzyża Świętego w Rościsławicach
- parafia Świętego Michała Archanioła w Urazie
- parafia Wniebowzięcia Najświętszej Maryi Panny w Bagnie

### Niektóre firmy
- Interchemol Sp. z o.o.
- TechniSat (Siemianice)
- Rozlewnie wód mineralnych i napojów: "Browbud" i "Róża" (Oborniki Śląskie)
- Produkcja sprzętu rehabilitacyjnego i siłowego: Olimp & Olymp (Golędzinów)
- "Alpinista" Zakład Usług Wysokościowych (Oborniki Śląskie)
- Poldom Pośrednictwo w Obrocie Nieruchomościami (Oborniki Śląskie)
- Ice Art Sp. z o.o. – produkcja (Oborniki Śląskie)
- Savi Inwestycje Sp. z o.o. (Oborniki Śląskie)
- oraz inne: przedsiębiorstwa prywatne

### Sąsiednie gminy
Brzeg Dolny, Miękinia, Prusice, Trzebnica, Wisznia Mała, Wołów, Wrocław

## Miasta partnerskie
- Rehau  Niemcy